# グレース・オマリー
グレース・オマリー（Grace O'Malley, 1530年頃 – 1603年頃）は、アイルランド西部の名門オ・マーリャ一族の族長オーウェン・ドゥダラ・オ・マーリャの娘。グラーニャ・オマリー（Gráinne O'Malley）とも。アイルランドの民間伝承では一般にグラーニャ・ウィール（Gráinne Mhaol）、英語化されてグラニュウェール（Granuaile）として知られるが、16世紀アイルランドの有名な歴史上の人物である。彼女の名前は当時の英語文献に　Gráinne O'Maly, Graney O'Mally, Granny ni Maille, Grany O'Mally, Grayn Ny Mayle, Grane ne Male, Grainy O'Maly, Granee O'Maillie　などさまざまな形で記されている。これらすべてが本名のグラーニャ・ニー・ワーリャ（アイルランド語: Gráinne Ní Mháille）からきている（ニー・ワーリャはオ・マーリャの女性形）。
ニー・ワーリャの名はアイルランドの歴史書には記されておらず、彼女の生涯を知るための文献証拠はほとんどが英語の情報源、特にエリザベス1世が彼女に送った18項目の「質問事項」の返答によるものである。その名はイングランド政府関係書類や同種の他の文献にも見られる。「陸上海上において恐れ知らずのリーダーで、政治的実際主義者で、政治家で、非情な略奪者で、傭兵で、反逆者で、やり手のネゴシエーターで、家族と部族を守る女族長で、はるか遠い祖先から地母神と戦う女王の特徴を純粋に受け継いでいた。そして何よりも、従来の型を破り、それゆえに歴史上でユニークな役割を演じた女性といえる」 
父の死後、ドーナル・アン・フィーパ・オ・ワーリャという弟がいたにもかかわらず、グラーニャは陸海支配の積極的な指導権を継承した。ドーナル・アン・ホギー（「戦好きの」ドーナル）・オ・フラヴェルティとの結婚により、さらに大きな富と影響力を手にし、千頭もの牛と馬を所有したとされている。1593年に息子チボート・ア・ブールク（ティボット・バーク）とムルハク・オ・フラヴェルティ（マロウ・オフラハティ）と異母弟ドーナル・アン・フィーパ（「バグパイプのドーナル」）がコナハトのイングランド人総督サー・リチャード・ビンガムに逮捕されたとき、オマリーは彼らの釈放を求めてイングランドに渡った。オマリーはグリニッジ宮殿で女王エリザベス1世に対して正式に請願した。
2003年6月18日、ウェストポートの敷地内で子孫のアルタモント伯爵とK・T・ウィテカー博士による像の除幕式が行われた。

## 生い立ち
ニー・ワーリャは、ヘンリー8世がイングランド王で、かつアイルランド卿の称号をもっていた1530年頃にアイルランドで生まれた。当時のイングランド政府の政策では、半自治的なアイルランドの君主や族長たちはほぼ放任状態にあった。しかし、テューダー朝がアイルランド征服の歩みを速めるにつれ、この状況はオマリーが生きた時代に様変わりしていった。   
グラーニャは幼少期、父にスペイン行きの船旅を禁じられた際、自ら髪を切って少年のように変装し乗船したという逸話がある。これが「Gráinne Mhaol（はげ頭のグラーニャ）」の由来である